# Мужская сборная Шотландии по кабадди
Мужская национальная сборная Шотландии по кабадди — представляет Шотландию на международных соревнованиях по кабадди. Управляющей организацией является Ассоциация кабадди Шотландии (англ. KabaddiScotland).

## Результаты выступлений

### Чемпионаты мира (круговой стиль)
| Год        | Победы         | Ничьи          | Поражения      | Место          |
| ---------- | -------------- | -------------- | -------------- | -------------- |
| 2010—2011  | не участвовали | не участвовали | не участвовали | не участвовали |
| 2012       | 0              | 0              | 3              | 13             |
| 2013       | 0              | 0              | 5              | 11             |
| 2014—н. в. | не участвовали | не участвовали | не участвовали | не участвовали |